# Bildstock (Frauenroth, Am Lederbach 1)

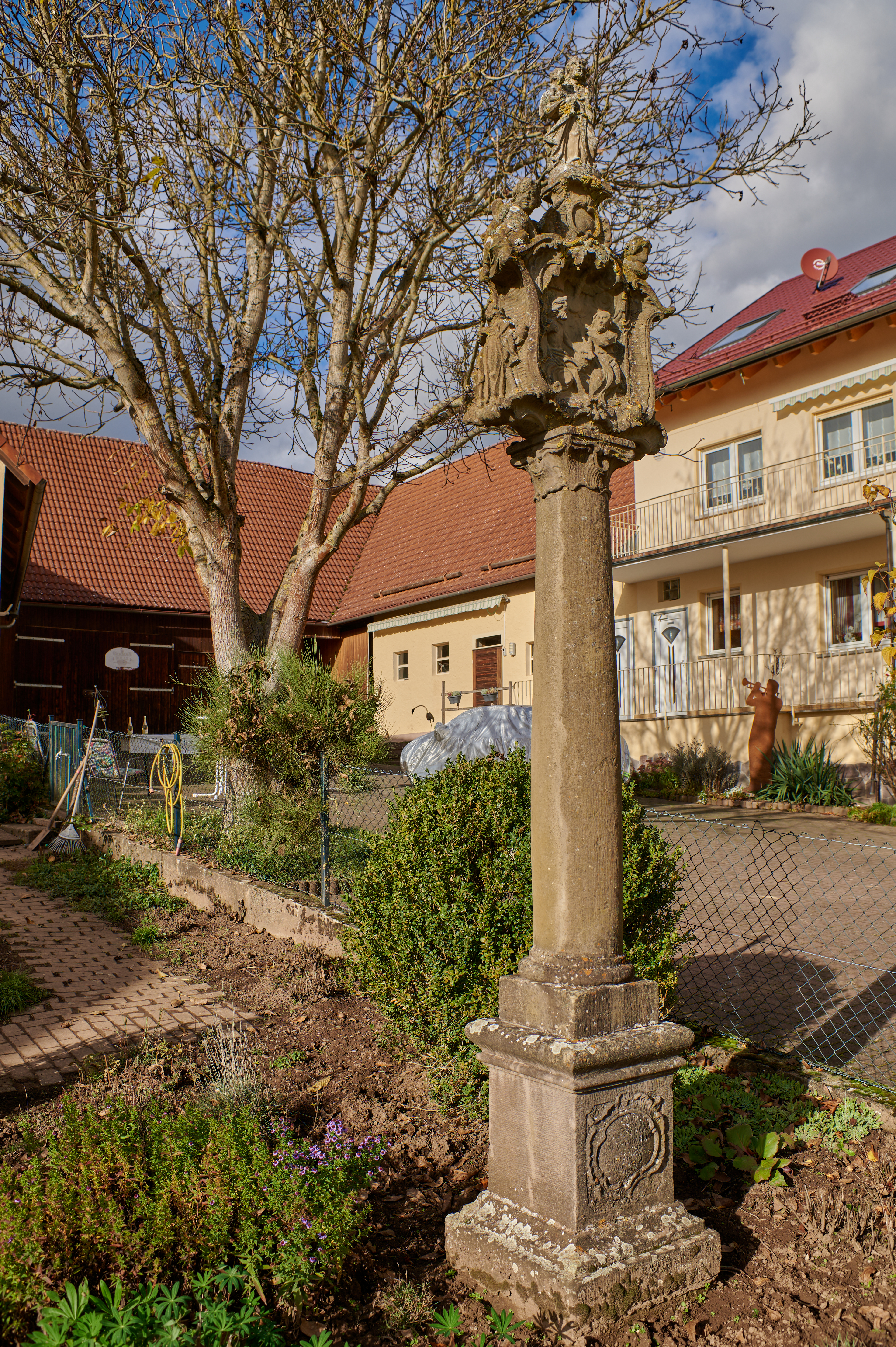
Bildstock in Frauenroth in Am Lederbach 1

Der Kreuzdachbildstock Am Lederbach 1 ist ein Flurdenkmal in Frauenroth, einem Gemeindeteil im Markt Burkardroth im unterfränkischen Landkreis Bad Kissingen. Er befindet sich in der Straße Am Lederbach 1. Der Bildstock gehört zu den Baudenkmälern von Burkardroth und ist unter der Nummer D-6-72-117-21 in der Bayerischen Denkmalliste registriert.

## Beschreibung
Der Bildstock besteht aus gelbem Kunststein und entstand im Jahr 1766. 
Auf einem kleinen, 68 cm hohen Tischsockel befinden sich ein konischer Schaft und ein Doppelseitenrelief mit Assistenzfiguren an den Seiten und einer Bekrönungsfigur. Die 10 cm hohe Bodenplatte hat die Maße 56 cm × 56 cm und verengt sich zu einer 3 cm hohen Platte mit einer Breite von 49 cm und einer Tiefe von 56 cm sowie durch eine einziehende, 6 cm hohe Hohlkehle auf ein 56 cm hohes Prisma mit einer Tiefe von 46 cm und einer Breite von 41 cm.
Darauf sitzt eine profilierte, 12 cm hohe Abschlussplatte aus einer 1 cm hohen, vorkragenden Platte, einer vorspringenden Wulst (2,5 cm) und einer 9 cm hohen und 46,5 cm breiten Abschlussplatte. Auf einer 4 cm hohen Abschlussplatte mit den Maßen 36 cm × 37 cm befindet sich eine 170 cm hohe konische Säule mit einem Durchmesser von 36 cm unten und 26 cm oben, Basiswulst: etwa 6 cm. Das Abschlusskapitell mit Rocaillezier ist 17 cm hoch.
Darauf saß die 84 cm hohe Doppelseitenrelieftafel mit einer Breite von 63 cm und einer Tiefe von 16 cm mit rocailleverzierten Bildnischen. An der Vorderseite ist die heilige Dreifaltigkeit, auf der Rückseite die Kreuzigungsgruppe zu sehen. An den Seiten befinden sich Putti und eine Madonna mit Kind.
Der Bildstock wurde im Januar 1970 renoviert. Danach wurde er umgeworfen und die Bekrönungsfigur des hl. Michael gestohlen. Die alte Sockelinschrift ist bis auf die Jahreszahl "1766" unleserlich. Die Inschrift an einer Seite des Sockels lautet:

„Restauriert v.

Oskar und Agatha

Albert

1970“